# Beverly Hills Chihuahua 3: Viva la Fiesta!
Beverly Hills Chihuahua 3: Viva la Fiesta! (Una Chihuahua de Beverly Hills 3: ¡Viva la Fiesta! en Hispanoamérica, y Un chihuahua en Beverly Hills  3: ¡Viva la Fiesta! en España) es una película estadounidense del año 2012 de Walt Disney Pictures directa a DVD, secuela de la comedia familiar Beverly Hills Chihuahua. Dirigida por Lev L. Spiro, y protagonizada por George López, Odette Annable y Logan Grove, la película se centra en Papi, Chloe y los cachorros mudándose a un hotel. La película fue estrenada por Walt Disney Studios Home Entertainment el 18 de septiembre de 2012, en un combo pack de dos discos Blu-ray/DVD. Zachary Gordon y Chantily Spalan no repiten sus papeles como Papi, Jr. y Rosa.

## Trama
Cuando Papi y Chloe se mudan a un hotel de lujo, su más joven cachorro, Rosa, se siente abandonada y él debe mostrarle lo especial que es haciéndole una fiesta. Además, en ese hotel pasan muchas cosas que a Papi no le agradan, pero nadie confía en que él dice la verdad y creen que él está celoso del instructor de sus cachorros, Oscar. Cabe decir que Sam y Rachel trabajan ahí y tampoco están tan a gusto en ese hotel.

## Reparto
- George López  como Papi.
- Odette Annable como Chloe.
- Logan Grove como Papi, Jr.
- Emily Osment como Pep.
- Madison Pettis como Lala.
- Kay Panabaker como Rosa.
- Delaney Jones como Ali.
- Miguel Ferrer como Delgado.
- Frances Fisher como Amelia Jones.
- Tom Kenny como Sebastián.
- Sebastián Roché como Chef Didier.
- Jake Busey como Óscar.
- Ernie Hudson como Pedro.
- Phil LaMarr como Bajista de Black Labbeth.
- Erin Cahill como Rachel Ashe.
- J. P. Manoux como Fotógrafo.
- Kyle Gass como Lester.
- Cara Santana como Jillian.
- Cedric Yarbrough como Hollis.
- Jason Brooks como Montague.
- Nick Eversman como Phil.
- Marcus Coloma como Sam Cortez.
- Jon Curry como Gunther.
- Eddie "Piolín" Sotelo como Humberto.
- Sam Pancake como Frederick.
- Briana Lane como Jenny.
- Jeff Witzke como Cook.
- Kamala Jones como Joven Mujer.
- Lev L. Spiro como Guitarrista de Black Labbeth.
- John Colton como Mr. Serra
- Garen Boyajian como Adam.
- Michael Lanahan como Botones #1.
- Cyrus Wymer como Oficial de Policía.
- Sheryl Hunter como Gala Attendee.

## Banda sonora
Raini Rodríguez grabó una canción para la película llamada «Living Your Dreams», temazo que llegó al top 1 de iTunes y Billboard durante semanas.